# Charles Cencelme
Charles Cencelme est un homme politique français né le 19 octobre 1878 à Montureux-lès-Baulay (Haute-Saône) et décédé le 7 août 1937 à Lons-le-Saunier (Jura)

## Biographie
Ingénieur agricole, il est l'un des animateurs de la société de viticulture du Jura. Conseiller municipal de Lons-le-Saunier, dont il est maire en 1936-1937, il est conseiller général de 1931 à 1937 et sénateur du Jura, inscrit au groupe de la Gauche démocratique, de 1933 à 1937. Il s'occupe surtout de défendre les intérêts de sa ville et de la viticulture.
Il est inhumé au cimetière municipal de Lons-le-Saunier.

## Sources
- « Charles Cencelme », dans le Dictionnaire des parlementaires français (1889-1940), sous la direction de Jean Jolly, PUF, 1960 [détail de l’édition]